# ماتيوس أراوغو
ماتيوس أراوغو هو لاعب كرة قدم برازيلي في مركز الوسط، ولد في 22 مايو 2002 في أوساسكو في البرازيل.

## وصلات خارجية
- ماتيوس أراوغو على موقع قاعدة بيانات كرة القدم.إي يو (الإنجليزية)
- ماتيوس أراوغو على موقع Soccerway.com (الإنجليزية)